# Rua do Comércio, 55
O Edifício na Rua do Comércio nº 55, em Santa Leopoldina, é um bem cultural tombado pelo Conselho Estadual de Cultura do Espírito Santo. Sua inscrição no Livro do Tombo Histórico é de nº 32 a 68, nas folhas 4v a 7v.

## Descrição
O edifício é do fim do século XIX, assim como outras construções do centro histórico de Santa Leopoldina. A casa tem dois andares, além de contar com um sótão, em que se pode residir, ocupando o lote por sua integralidade.  No livro Arquitetura: Patrimônio Cultural do Espírito Santo, sua descrição é a seguinte:
"A fachada, elemento remanescente da construção original, é edificada a partir da superposição de vãos de portas nos dois pavimentos principais. Segue, assim, a alternância do predomínio de cheios e vazios, em arquitetura construída de acordo com o modo tradicional. Nessa continuidade, a distinção entre os pavimentos está marcada pela linha da base da estreita sacada que percorre a frente do edifício no nível da residência, e pelos relevos horizontais da cornija. Em uma arquitetura dominada pela solidez de seus materiais e pelo peso de suas paredes, esses ornamentos encontram seu contraponto estético na delicada leveza do gradil metálico, usado para o fechamento do guarda-corpo da sacada e das bandeiras das portas no pavimento térreo."
A homogeneidade da volumetria e escala da construção, conferida pela alternância do predomínio de cheios e vazios, unifica-se com os imóveis vizinhos, de número 45 e 47 e 51 e 53. Tal unificação sugere um projeto de construção executado em conjunto.  Edificados em justaposição, todos esse imóveis revelam fragmentos urbanos de destaque na Rua do Comércio de Santa Leopoldina.

## Tombamento
O edifício foi objeto de um tombamento de patrimônio cultural pelo Conselho Estadual de Cultura, de número 05, em 30 de julho de 1983, Inscrição de números 32 a 68, nas folhas 4v a 7v. O processo de tombamento inclui quase quarenta imóveis históricos de Santa Leopoldina. No ato de tombamento, é listado como proprietário Ida Carmelita Vervloet.
O tombamento desse edifício e outros bens culturais de Santa Leopoldina foi principalmente decorrente da resolução número 01 de 1983, em que foram aprovadas normas sobre o tombamento de bens de domínio privado, pertencentes a pessoas naturais ou jurídicas, inclusive ordens ou instituições religiosas, e de domínio público, pertencentes ao Estado e Municípios, no Espírito Santo. Nessa norma foi estabelecido que, entre outros pontos:
- "O tombamento de bens se inicia por deliberação do CEC ex-offício, ou por provocação do proprietário ou de qualquer pessoa, natural ou jurídica, e será precedido, obrigatoriamente, de processo", ponto 3;[3]
- "Em se tratando de bem(s) pertencente(s) a particular(es), cujo tombamento tenha caráter compulsório, e aprovado o tombamento, o Presidente do CEC expedirá a notificação de que trata o artigo 5°. I do Decreto n° 636-N, de 28.02.75, ao interessado que terá o prazo de 15 (quinze) dias, a contar do seu recebimento, para anuir ou impugnar o tombamento", ponto 12.[3]

As resoluções tiveram como motivador a preservação histórico-cultural de Santa Leopoldina contra a especulação imobiliária, que levou à destruição de bens culturais à época.